# Linia kolejowa nr 132
Linia kolejowa nr 132 – dwutorowa, zelektryfikowana linia kolejowa przebiegająca przez województwa śląskie, opolskie oraz dolnośląskie i łącząca Bytom z Wrocławiem. Pomiędzy Opolem a Wrocławiem, linia ta jest fragmentem linii E 30, a pomiędzy Pyskowicami a Opolem linii CE-30. Linie te tworzą III paneuropejski korytarz transportowy. Pomiędzy Zabrzem a Pyskowicami, linia jest rozebrana. Ruch pasażerski prowadzony jest na odcinkach Bytom – Bytom Bobrek (dalej do Gliwic liniami nr 188 i 147), oraz Pyskowice – Wrocław Główny. Odcinki Bytom – Zabrze Biskupice, oraz Pyskowice – Wrocław umieszczone są w wykazie linii o znaczeniu państwowym.
Do 2011 roku odcinek Wrocław – Opole został zmodernizowany do prędkości 160 km/h dla pociągów osobowych. Ten fragment linii wraz z CMK i protezą koniecpolską stanowi najszybsze połączenie Wrocławia z Warszawą. 
Natomiast odcinek Opole Groszowice – Strzelce Opolskie - Pyskowice wyremontowano w latach 2013–2014. Przeprowadzone prace pozwoliły na przywrócenie prędkości konstrukcyjnej 120 km/h dla pociągów pasażerskich. Obecnie, oprócz pociągów Regio z Gliwic do Opola Głównego, z tego odcinka korzystają wszystkie pociągi dalekobieżne kursujące między Górnym Śląskiem a Wrocławiem. Wcześniej trasowano je przez Kędzierzyn-Koźle, liniami 136 i 137.
W styczniu 2019 PKP PLK podpisały z przedsiębiorstwem Porr umowę na remont linii nr 132 na odcinku Bytom – Zabrze Biskupice.